# Servicio de Bomberos y Rescate del Norte de Gales
El Servicio de Bomberos y Rescate del Norte de Gales (en galés: Gwasanaeth Tân ac Achub Gogledd Cymru, en inglés: North Wales Fire and Rescue Service) es el servicio de bomberos que cubre las predominantemente rurales zonas de áreas principales de Anglesey, Conwy, Denbighshire, Flintshire, Gwynedd y Wrexham en el norte de Gales.
El servicio se creó en 1996 por la Ley de Gobierno Local (Gales) de 1994, que reformó el gobierno local galés, por la fusión de los previos servicios de bomberos de  Clwyd y Gwynedd. Abarca un área de 2400 millas cuadradas (6200 km²) con alrededor de 670 000 personas. El servicio da empleo a unos 1000 trabajadores con función operacional y de apoyo.
La autoridad de bomberos que administra el servicio es un consejo conjunto constituida por miembros de los concejos de Anglesey, Conwy, Denbighshire, Flintshire, Gwynedd y Wrexham.  

## Estaciones de bomberos
Las estaciones dirigidas por NWFRS son una mezcla de estaciones de jornada completa, jornada partida y de apoyo. Se sitúan en los siguientes lugares:
| - Aberdyfi - Abergele - Abersoch - Amlwch - Bala - Bangor - Barmouth - Beaumaris - Benllech - Betws-y-Coed - Blaenau Ffestiniog - Buckley - Caernarfon - Cerrigydrudion - Chirk - Colwyn Bay - Conwy - Corwen - Deeside - Denbigh - Dolgellau - Flint | - Harlech - Holyhead - Holywell - Johnstown - Llanberis - Llandudno - Llanfairfechan - Llangefni - Llangollen - Llanrwst - Menai Bridge - Mold - Nefyn - Porthmadog - Prestatyn - Pwllheli - Rhosneigr - Rhyl - Ruthin - St Asaph - Tywyn - Wrexham |